# Cantone di Rignac
Il Cantone di Rignac era una divisione amministrativa dell'arrondissement di Rodez.
A seguito della riforma approvata con decreto del 21 febbraio 2014, che ha avuto attuazione dopo le elezioni dipartimentali del 2015, è stato soppresso.

## Composizione
Comprendeva i comuni di:
- Anglars-Saint-Félix
- Auzits
- Belcastel
- Bournazel
- Escandolières
- Goutrens
- Mayran
- Rignac